# チェックシート
チェックシート（英語: check sheet）は、データの取得・整理を容易にし、また点検・確認項目がもれなく行えるように、あらかじめ設計された様式・フォーマット。
多くの場合、確認項目は箇条書き項目の左端に白い正方形の印であるチェックボックス印がついている。その項目が該当するときは、チェックボックスにチェック印として「レ点」を記入するのが一般的である。
アプリケーションソフトウェアにおけるチェックシートは、チェックボックスと呼ばれるコンポーネントを用いて構成され、チェックシート画面ではチェックボックスをマウスなどのポインティングデバイスでクリックすることで、「レ点」のチェック印が入り、その項目を選択状態にすることができる。このチェックシートで、選択項目を一つしか選べないときは、通常、チェックボックスではなくラジオボタンを用いる。このチェックシートは、Web上ではアンケート、自己分析などに用いる。